# IJzevoorde
IJzevoorde is een dorpje dat in het oosten van de gemeente Doetinchem ligt, in de Nederlandse provincie Gelderland. Het ligt aan het begin van het bos de Slangenburg. Er wonen ongeveer 40 mensen. Het dorpje is, omdat er weinig openbare voorzieningen zijn, helemaal op de stad Doetinchem aangewezen.
Het plaatsje heeft echter wel een basisschool waar zo'n 95 kinderen op zitten. Ook is er een peuterspeelzaal en BSO. Daarnaast is er een restaurant, waardoor het qua voorzieningen op een klein dorp lijkt. Er is een sportzaal en een sociaal cultureel centrum genaamd de Pokkershutte (een pokker was een soort van marskramer die in het verleden op deze plek gewoond heeft). Er bevinden zich ook veel verenigingen op allerlei gebieden. Van toneelspel (THIJS) tot een gymvereniging (IJGV), bejaardengymnastiek en -soos, een volleybalvereniging (VIJV) en een schietvereniging (SIJS).
Vlak bij gelegen is camping de Slangenburg. Het Pieterpad loopt door IJzevoorde.

## Wetenswaardigheden
- Architect Derk Semmelink groeide op in IJzevoorde. Zijn vader was herbergier-boer op de Wiemelink.